# Tolna Vármegyei Büntetés-végrehajtási Intézet
A Tolna Vármegyei Büntetés-végrehajtási Intézet büntetés-végrehajtási szerv Tolna vármegye székhelyén, Szekszárdon. Költségvetési szerv, jogi személy. 
Alaptevékenysége:
- az előzetes letartóztatással, valamint
- a biztonsági és egyéb fontos okból elhelyezett elítéltek szabadságvesztésével, továbbá
- az elzárással

összefüggő büntetés-végrehajtási feladatok ellátása.
Felügyeleti szerve a Belügyminisztérium, szakfelügyeletet ellátó szerve a Büntetés-végrehajtás Országos Parancsnoksága. 
Székhelye: 7100 Szekszárd, Béla tér 4.

## Története
- Építését – az ügyészséget és a bíróságot is magába foglaló Igazságügyi Palota részeként –  Kornyevics Ferenc mérnök tervei alapján  1891-ben kezdték meg. A fogva tartottakat 1895 szeptemberében költöztették át a királyi fogház épületébe. Alapító okirata szerint ez évben kezdte meg a tevékenységét,
- 1896. március 18-án a millenniumi emlékünnepélyen tartott tűzijáték szerencsétlen kimenetele következtében a tetőzete felgyulladt és leégett.
- A rendelkezésre álló adatok szerint már a második világháború előtt központi fűtéssel és vízhálózattal rendelkezett (A fogházban már felépítésekor kiépítették villanyvilágítást).

A fogvatartottak részleges foglalkoztatása költségvetési keretek között zajlik.
2020. március 16-án a tetőszerkezet egy része leégett. Személyi sérülés nem történt.
2024 őszén döntés született az intézmény bezárásáról és kiürítéséről.